# 广西壮族自治区铁路运输
广西铁路运输为中华人民共和国广西壮族自治区的铁路运输，包括广西壮族自治区市域（郊）铁路规划、北海-桂林北间管内动车组列车等等。

## 历史

### 清朝时期
清朝时期，广西始建龙州铁路，计划从龙州修至镇南关外的界口，全长61公里，耗资白银30万两；因八国联军侵华战争，此线未能建成。

### 中华民国大陆时期
中华民国大陆时期，广西修建第一条城市轨道交通——柳州轻便铁路，该城市轨道交通建成于1932年，该时期建成的第一条地方铁路为来宾一合山的运煤窄轨铁路，此铁路白鹤隘—王所段通车时间为民国27年1月。第一条国家铁路为湘桂铁路，该铁路为中华民国大陆时期政府铁道部与湖南、广西两省协商兴建的，衡阳—桂林段于民国27年建成通车。
该时期主要铁路为湘桂铁路和黔桂铁路，这两条铁路分别是广西连接湖南和贵州的第一条铁路，这两条铁路设备标准低，质量差，机车、车辆、钢轨、枕木皆由全国各路拆运而来，两线均遭到国民党军队的破坏，能通车地段合计仅有539公里。

### 1949年后

#### 和周边的连接
1949年后，部分中华民国大陆时期建设的铁路拆除或消失。 1954年12月湘桂线从凭祥延至边界，由此，该线成为中华人民共和国与越南铁路接轨的国际铁路干线。1959年，渠黎—东罗铁路建成，该线主要作用是运输煤炭，同年，洛埠—拉洞屯秋支线铁路建成，该线主要为柳州钢铁厂运送铁矿石。1955年，黎湛铁路通车，该铁路为广西通达广东省等华南地区，通过湛江港连接海路，以及促进经济发展发挥了重大作用。1982年完成焦柳铁路洛满—柳州30.85公里续建工程，该铁路为广西新增年输送能力600多万吨。1987年5月建成南宁—防城港铁路，该铁路为广西和西南各省发展对外贸易开辟了新的出海通道。1997年3月18日，南昆铁路建成通车，该铁路东与湘桂、黎湛、南防铁路相接，西与成昆、贵昆铁路相连，该铁路连接云南省。

#### 地方铁路、专用线发展
广西地方铁路和专用线作用主要用于运输煤炭、石油、钢铁、发电、水泥、机械、锰矿、轻工、化工、食品、化肥、建材等货物，中华民国大陆时期，广西共有桂北石油线、来宾煤线等6条铁路专用线，里程6.57公里，1949年后，建成渠黎—东罗铁路，三岔—罗城、 金城江—上朝、桂林—大圩、普洛—更班4条地方铁路，并将建成于中华民国大陆时期的来宾—合山米轨的地方铁路，至1990年，地方铁路长度达到309.1公里，共有专用线207条375.266公里。

### 首条高铁建成后
2016年，连接广西壮族自治区和云南省的首条高铁南昆客运专线通车。2019年，广西铁路里程已达5400公里，而高铁里程已达到1900公里以上，南宁第一期城市轨道交通已经完成，柳州、桂林完成线网规划；2020年，广西壮族自治区提出完善多层级轨道网络体系目标，并规划了市域郊铁路；2021年，铁路e卡通在广西壮族自治区正式投用。

## 主要项目
2020年，《广西基础设施补短板“交通网”建设三年大会战实施方案（2020-2022年）》要求，铁路方面要求为至2022年，全区铁路运输计划5400公里，其中高速铁路计划超过1900公里，城市轨道交通方面包括市郊铁路和城市轨道交通，目标为至2022年，城市轨道交通里程135公里。同年12月，广西壮族自治区十三届人民政府第68次常务会议审议通过的《广西壮族自治区市域（郊）铁路规划（2020年）》提及，截止2019年底，广西铁路运营里程已达5202公里，其中高铁里程达到1771公里，南昆客专、黎湛铁路电气化改造等项目建设已投产，贵阳至南宁高铁、南宁至玉林城际铁路、防城港至东兴铁路已开工，该规划目标为完善多层级轨道网络体系。
| 主要铁路项目   | 主要铁路项目   | 主要铁路项目                       | 主要铁路项目               |
| 性质           | 性质           | 名称                               | 状态                       |
| -------------- | -------------- | ---------------------------------- | -------------------------- |
| 城市轨道交通   | 城市轨道交通   | 桂林轨道交通                       | 线网规划完成               |
| 城市轨道交通   | 城市轨道交通   | 柳州轨道交通                       | 线网规划完成               |
| 城市轨道交通   | 城市轨道交通   | 柳州轻便铁路                       | 已消失                     |
| 城市轨道交通   | 城市轨道交通   | 南宁轨道交通                       | 首轮建设完成               |
| 管内动车组列车 | 管内动车组列车 | 北海-桂林北间管内动车组列车        | 开通铁路e卡通进站功能      |
| 市域郊铁路     | 桂西北         | 金城江至宜州市域郊铁路             | 规划中                     |
| 市域郊铁路     | 桂西北         | 百色到田阳到田东市域郊铁路         | 规划中                     |
| 市域郊铁路     | 桂北           | 桂林城区至两江机场市域郊铁路       | 规划中                     |
| 市域郊铁路     | 桂北           | 贺州至钟山市域郊铁路               | 规划中                     |
| 市域郊铁路     | 桂北           | 贺州城区至姑婆山市域郊铁路         | 规划中                     |
| 市域郊铁路     | 桂东南         | 贵港至覃塘市域郊铁路               | 规划中                     |
| 市域郊铁路     | 桂东南         | 梧州至岑溪市域郊铁路               | 规划中                     |
| 市域郊铁路     | 桂东南         | 梧州至苍梧市域郊铁路               | 规划中                     |
| 市域郊铁路     | 桂中           | 柳州城区至鹿寨市域郊铁路           | 规划中                     |
| 市域郊铁路     | 桂中           | 柳州城区至柳城市域郊铁路           | 规划中                     |
| 市域郊铁路     | 桂中           | 来宾城区至三山口市域郊铁路         | 规划中                     |
| 市域郊铁路     | 桂中           | 来宾至合山市域郊铁路               | 规划中                     |
| 市域郊铁路     | 北部湾         | 南宁城区至武鸣市域郊铁路           | 规划中                     |
| 市域郊铁路     | 北部湾         | 南宁城区至吴圩机场至扶绥市域郊铁路 | 规划中                     |
| 市域郊铁路     | 北部湾         | 崇左至凭祥市域郊铁路               | 规划中                     |
| 市域郊铁路     | 北部湾         | 钦州城区至三娘湾市域郊铁路         | 规划中                     |
| 市域郊铁路     | 北部湾         | 北海至合浦市域郊铁路               | 规划中                     |
| 市域郊铁路     | 北部湾         | 防城港城区至企沙市域郊铁路         | 规划中                     |
| 市域郊铁路     | 北部湾         | 玉林至北流至容县市域郊铁路         | 规划中                     |
| 铁路干线       | 铁路干线       | 南昆客专                           | 已建成                     |
| 铁路干线       | 铁路干线       | 黎湛铁路                           | 已完成电气化改造           |
| 铁路干线       | 铁路干线       | 湘桂铁路                           | 进行过技术改造             |
| 铁路干线       | 铁路干线       | 黔桂铁路                           | 进行过技术改造             |
| 铁路干线       | 铁路干线       | 焦柳铁路                           | 进行过技术改造             |
| 铁路干线       | 铁路干线       | 南防铁路                           | 广西准备利用其开市域郊铁路 |
| 铁路干线       | 铁路干线       | 南昆铁路                           | 广西准备利用其开市域郊铁路 |
| 地方铁路       | 地方铁路       | 来合线                             | 已建成                     |
| 地方铁路       | 地方铁路       | 三罗线                             | 已建成                     |
| 铁路支线       | 铁路支线       | 大湾支线                           | 已拆除                     |
| 铁路支线       | 铁路支线       | 屯秋支线                           | 已建成                     |
| 专用线         | 专用线         | 专用线                             | 共建50多条                 |